# Phoracantha triangularis
Phoracantha triangularis är en skalbaggsart som först beskrevs av Carter 1929.  Phoracantha triangularis ingår i släktet Phoracantha och familjen långhorningar. Inga underarter finns listade i Catalogue of Life.